# IC 1457
IC 1457 — галактика типу * (зірка) у сузір'ї Водолій.
Цей об'єкт міститься в оригінальній редакції індексного каталогу.